# Chiesa di Sant'Andrea Apostolo (Castelnovo di Sotto)
La chiesa di Sant'Andrea Apostolo è la parrocchiale di Castelnovo di Sotto, in provincia di Reggio Emilia e diocesi di Reggio Emilia-Guastalla; fa parte del vicariato della Pianura.

## Storia
La primitiva chiesa di Castelnovo fu eretta in epoca longobarda, per poi essere riedificata nel X secolo per volere di Adalberto da Canossa. Ma la prima citazione che ne attesta la presenza risale al 1230; allora era filiale della pieve di Campegine, facente parte della diocesi di Parma.
 Da un documento del 1278 si apprende che, nel frattempo, la chiesa era diventata parrocchiale. Nel XV secolo l'edificio venne ridotto in macerie da un incendio e, successivamente, ricostruita in un altro posto. Nel XVII secolo la chiesa fu interessata da alcuni lavori di completamento e di abbellimento. 
L'attuale parrocchiale venne edificata a partire dal 1712 su progetto di Prospero Mattioli da Reggio Emilia e passò nel 1828 dalla diocesi parmense a quella reggiana. Qualche anno dopo, nel 1831, la chiesa fu danneggiata da un terremoto e ristrutturata nel 1832. Il 26 ottobre 1845 venne impartita la consacrazione dal vescovo Filippo Cattani e, nella seconda metà del XX secolo, furono effettuati diversi lavori di restauro della chiesa.